# Абдуллаєва Гульсара Сангинівна
Гульсара Сангінівна Абдуллаєва (нар. 18 лютого 1948, Шахринавський район, Таджицька РСР, СРСР) — радянська і таджицька актриса театру та кіно, Заслужена артистка Таджицької РСР.

## Життєпис
Гульсара Абдуллаєва народилася 18 лютого 1948 року в Шахринавському районі у Таджикистані. У 1966 році у віці вісімнадцяти років переїхала до Москву на п'ять років з метою вступу до ГІТІСу, і їй це вдалося. А в 1971 році після його закінчення повернулася на батьківщину до Таджицької РСР і в тому ж році була прийнята до складу трупи Душанбинського молодіжного театру імені Вахідова .
Одночасно з цим Гульсара Абдуллаєва дебютувала в радянсько-таджицькому кінематографі і знялася більш ніж у сімдесяти роботах у кіно. У 1989 році в зв'язку з кризою в таджицькому кінематографі була змушена перервати акторську кар'єру, але в 2004 році повернулася в кінематограф і знялася ще в шести фільмах. Крім зйомок у кіно, актриса також зіграла понад сто ролей в спектаклях у театрі.

## Фільмографія
- 1971 — «Сказання про Рустама» — молода мати.
- 1972 — «Четверо з Чорсанга» — Гульшан (головна роль).
- 1973 — «Доброго дня, добра людино!» — епізод (в титрах не вказано)
- 1973 — «П'ятеро на стежці» (фільм вийшов у 1974 році) — Гульбахор (дублювала Світлана Мазовецька)
- 1974 — «Хто був нічим...» — Айша (головна роль).
- 1975 — «…той стане всім…» (продовження фільму «Хто був нічим...») — Айша.
- 1976 — «Відважний Ширак» — Ойша, мати Зайнаб.
- 1977 — «Жили-були в першому класі...» (фільм вийшов у 1978 році) — мати Сафо.
- 1977 — «Облога» — епізод.
- 1978 — «Кухар і співачка» — Тути-ханум, мати Зухри.
- 1978 — «Господар води» (фільм вийшов у 1982 році)
- 1979 — «Коні під місяцем» — епізод
- 1979 — «Юності перший ранок» (Субҳи ҷавонии ман) — епізод
- 1980 — «Сьома п'ятниця» — Хідоят.
- 1981 — «Контакт» — мати Мавлюди
- 1985 — «Джерело, що говорить» — епізод
- 1985 — «Джура — мисливець з Мін-Архара» (фільм вийшов у 1987 році) — одна з дружин Тагая.
- 1985 — «Капкан для шакалів» — епізод
- 1985 — «Я їй подобаюся»
- 1986 — «Міражі кохання» (разом із Сирією)
- 1987 — «Дівчата з „Согдіани“»
- 1989 — «Квартира» — дружина Хашіма.

## Нагороди і премії
- 1986 — Кінофестиваль Таджицької РСР — була визнана найкращою актрисою року.